# Lucien Chatain
Pour les articles homonymes, voir Chatain.
Lucien Chatain, né à Eyzin-Pinet (Isère) le 10 avril 1846 et mort à Clermont-Ferrand le 21 décembre 1886, est un artiste peintre et un peintre-verrier français.

## Biographie
Lucien Jean Chatain est né à Eyzin-Pinet, près de Vienne (Isère), le 10 avril 1846. Il est le fils d'un cordonnier. En 1863, il entre à l'École des beaux-arts de Lyon, où il suit l'enseignement du graveur Jean-Baptiste Danguin, puis, en 1866, à l'École des beaux-arts de Paris, dans l'atelier de Jean-Léon Gérôme.
Il se consacre d'abord à la peinture sur toile et découvre la peinture sur verre vers 1869 dans l'atelier de Claudius Lavergne au 74, rue d'Assas à Paris.
Peu après, il s'installe à Clermont-Ferrand, où il se fixe définitivement par son mariage, le 7 juillet 1874, avec Pauline Eugénie Bathol, fille de Francisque Bathol, expert vétérinaire de la ville.
De 1871 à 1875, il travaille dans l'atelier de vitrail de Charles Gomichon des Granges. En 1876, il crée son propre atelier, en s'associant au début avec Claude Grenade, qui est un artisan vitrier. Il est établi 2, avenue Centrale, puis en 1882 au 3, rue Forosan, petite rue du Plateau central non loin de l'église Saint-Genès des Carmes. Il est en même temps professeur de dessin à l'École municipale des beaux-arts.
Son atelier reste de petite taille, autour de trois employés ; parmi ces employés, il y a son frère cadet François, peintre verrier, et certains de ses anciens élèves de l'École des beaux-arts.
Il est membre de la Corporation des artistes peintres-verriers de France. Par opposition à certains de ses concurrents qui sont davantage des entrepreneurs, il tient avant tout à sa qualité de peintre et « met un point d'honneur à dessiner lui-même ses cartons ».
Après sa mort, le 21 décembre 1886 dans sa maison de la rue Forosan, sa femme continue pendant quelques années l'exploitation de l'atelier, rue Forosan, sous le nom de Maison veuve Lucien Chatain.
Il est inhumé au cimetière des Carmes de Clermont-Ferrand (allée no 27, no 450), dans la tombe de son beau-père Francisque Bathol.

## Œuvres

### Peinture
- La Visitation (copie de l'œuvre de Sebastiano del Piombo, conservée au Louvre), église de Pordic (Côtes-d'Armor), commande de l'État (1870).
- Mort du colonel François Rochebrun[12], Vienne (Isère), hôtel de ville (1872).

### Vitrail
- Église Saint-Eutrope de Clermont-Ferrand.
- Église Saint-Joseph de Clermont-Ferrand : scènes de la vie de saint Joseph.
- Cité Chabrol à Clermont-Ferrand.
- Chapelle du pensionnat Saint-Joseph[13], dite aussi chapelle de Fontmaure, de Chamalières (Puy-de-Dôme).
- Église du Sacré-Cœur de Royat[14] (Puy-de-Dôme) : scènes de la vie du Christ, Sainte Famille, saints.
- Église Saint-Amable de Riom (Puy-de-Dôme) (1885).
- Église Sainte-Croix de Champeix (Puy-de-Dôme).
- Église Notre-Dame-de-l'Assomption du Crest (Puy-de-Dôme) : Vierge du Mont Carmel, Saint Louis présente la couronne d'épines.
- Église de Saint-Sylvestre-Pragoulin (Puy-de-Dôme) : quatre vitraux (1876 et 1880).
- Église de Blot-l'Église (Puy-de-Dôme).
- Église de Chaptuzat (Puy-de-Dôme).
- Église Saint-Nicolas de Chantelle (Allier), vitraux récemment restaurés par le maître verrier Marc Bertola.
- Église Saint-Jean-Baptiste de Charroux (Allier) : Saint Sébastien.
- Église Saint-Ferréol de Saint-Clément (Cantal) : Christ et saint Jean dans la baie axiale du chœur (1878).
- Cathédrale Saint-Maurice de Vienne (Isère).
- Nef de l'église Saint-Baudille d'Ampuis (Rhône) : Jésus et la Samaritaine.
- Église de Saint-Jouvent (Haute-Vienne) (chapelle nord) : verrière représentant la Vierge à l'enfant (1881)[15].
- Église Saint-Laurent de Fleurance (Gers) : vitrail de la nef (1882).
- Chœur de l'église d'Eaux-Bonnes (Pyrénées-Atlantiques), 1879.

Il réalise aussi des vitraux exportés aux États-Unis et en Palestine.

### Vitraux produits après sa mort par la Maison veuve Lucien Chatain
- Église Saint-Barthélemy[17] de Puy-Guillaume (Puy-de-Dôme), en 1890.
- Église de Saint-Priest-Bramefant (Puy-de-Dôme), en 1895.